# Piovene Rocchette
Piovene Rocchette település Olaszországban, Veneto régióban, Vicenza megyében. Lakosainak száma 8257 fő (2023. január 1.). Piovene Rocchette Caltrano, Chiuppano, Santorso, Velo d'Astico, Zanè, Carrè és Cogollo del Cengio községekkel határos.

## Népesség
A település népességének változása:
| Lakosok száma | 8343 | 8344 | 8257 |
|               | 2017 | 2018 | 2023 |